# Phyllanthus revaughanii
Phyllanthus revaughanii là một loài thực vật thuộc họ Euphorbiaceae. Đây là loài đặc hữu của Mauritius. Môi trường sống tự nhiên của chúng là vùng bờ biển nhiều đá.